# 圣福斯特 (安德尔省)
圣福斯特（法語：Sainte-Fauste，法語發音：[sɛ̃t fost]）是法国安德尔省的一个市镇，位于该省中部偏东，属于伊苏丹区。

## 地理
圣福斯特（46°51'26"N, 1°51'55"E）面积23.07 平方千米，位于法国中央-卢瓦尔河谷大区安德尔省，该省份为法国中部省份，北起卢瓦-谢尔省，西北接安德尔-卢瓦尔省，西南接维埃纳省，南至克勒兹省和上维埃纳省，东临谢尔省。
与圣福斯特接壤的市镇（或旧市镇、城区）包括：布里沃、迪奥尔、马龙、讷维帕尤、蒂宰、武永。

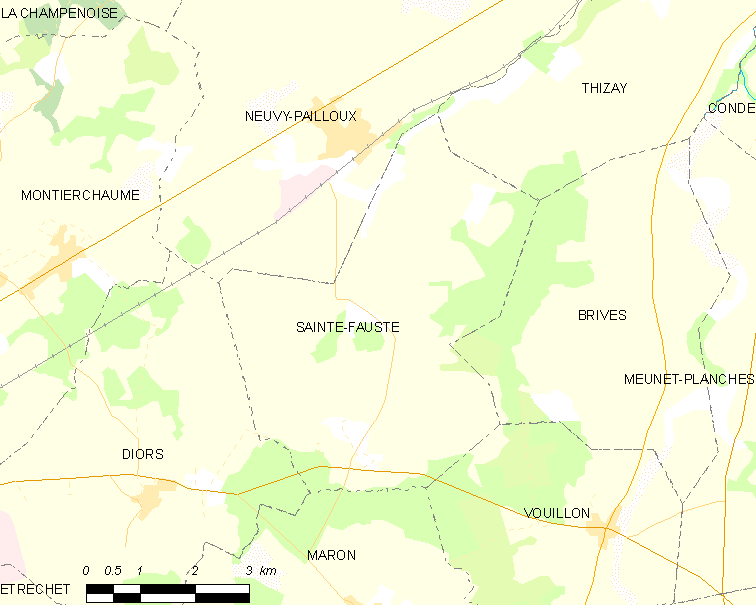
的OSM定位图

圣福斯特的时区为UTC+01:00、UTC+02:00（夏令时）。

## 行政
圣福斯特的邮政编码为36100，INSEE市镇编码为36190。

## 政治
圣福斯特所属的省级选区为阿尔当特县。

## 人口

1962-2008年间人口变化图示

圣福斯特于2022年1月1日时的人口数量为260人。